# كل مرة
كل مرة أو إيفري تايم (بالإنجليزية: Everytime)‏ هي أغنية للمغنية الأمريكية بريتني سبيرز، من ألبومها الرابع إن ذا زون. صدرت كأغنية منفردة ثالثة من الألبوم بتاريخ 10 مايو، 2004 بواسطة تسجيلات جايف.
بعد انتهاء علاقتها بالمغني جاستن تيمبرلك عام 2002، بدأت سبيرز بكتابة الأغنية مع صديق لها في منزلها بلوس أنجلوس، ثم سافرت لإيطاليا حيث إنتهت من كتابة الأغنية. حسب صديقها، فإن الأغنية هي رد على أغنية تيمبرلك "Cry Me a River" التي إستوحاها من نهاية علاقتهما، ولكن سبيرز لم تؤكد أو تنفي هذه الشائعات.
إيفري تايم هي أغنية بوب شاعرية، كلماتها تتحدث عن المسامحة وعدم قصد الإساءة للحبيب السابق. أعجب النقاد بالأغنية وقالوا أنها من الأغاني المهمة في الألبوم ككل. دخلت الأغنية المراكز الخمسة الأولى في تصنيفات عدة دول، وتصدرت قوائم أستراليا، هنغاريا، أيرلندا والمملكة المتحدة. في الولايات المتحدة كانت #15. أدت سبيرز الأغنية في عدد من البرامج والجولات الغنائية لها، منها جولة فندق الأونيكس والسيرك بطولة بريتني سبيرز.
في الفيديو المرافق للأغنية الذي استُوحي من فيلم مغادرة لاس فيغاس، تظهر سبيرز كنجمة محاطة بالباباراتزي، وتغرق في حوض الإستحمام عندما تبدأ بالنزف من رأسها. وفي المستشفى يفشل الطبيب في إنعاشها حينما يولَد طفل في الغرفة المجاورة، مما يعني أن روحها إنتقلت له. في الفيديو الأصلي كانت سبيرز تقتل نفسها بسبب تعاطي جرعة مخدرات زائدة، ولكن تم حذفه لاحقاً.

## وصلات خارجية
- Official music video on "Vevo" على يوتيوب
- كلمات الأغنية الكاملة على مترولايركس